# XVe siècle en musique
| \| • Retour à la chronologie générale de la musique populaire • \| |
| XXIe siècle • XXe siècle • XIXe siècle • XVIIIe siècle XVIIe siècle • XVIe siècle • XVe siècle • XIVe siècle XIIIe siècle • XIIe siècle • XIe siècle • Xe siècle IXe siècle • VIIIe siècle • Haut Moyen Âge • Rome • Grèce |
| • Retour à la chronologie générale de la musique populaire • |

| • Retour à la chronologie générale de la musique populaire • |

| Années de la musique populaire : 1397 - 1398 - 1399 - 1400 - 1401 - 1402 - 1403    |
| Décennies de la musique populaire : 1370 - 1380 - 1390 - 1400 - 1410 - 1420 - 1430 |

## Événements

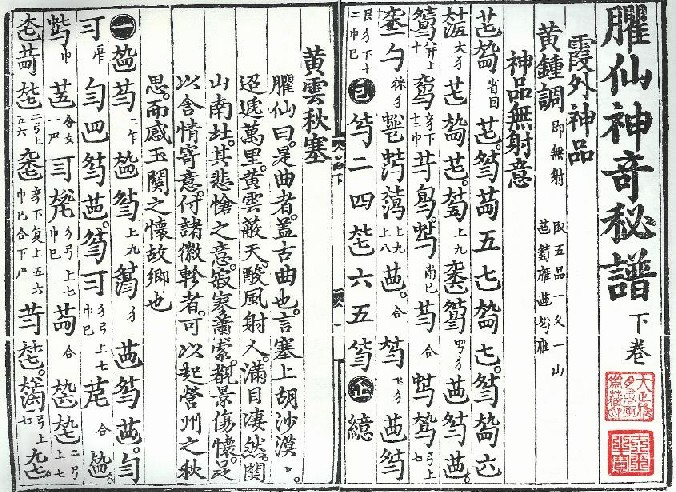
Le Shenqi Mipu

- 1404 : apparition du mot clavicembalum (clavecin, clavicembalo en italien),
- Vers 1420 : le compositeur anglais John Dunstable introduit l'accompagnement instrumental dans le chant d'église. À partir de 1427 il travaille pour la reine Jeanne de Navarre (fin en 1437).
- 1425 : publication en Chine du Shenqi Mipu, ouvrage de partitions musicales.
- 1428-1437 : le compositeur français Guillaume Dufay travaille pour la chapelle pontificale. Il compose des motets, messes et chants profanes polyphoniques. Il écrit notamment le Motet Nuper rosarum flores pour la consécration de la cathédrale de Florence en 1436. Il devient chanoine à la cathédrale de Cambrai. Il n’y prend définitivement ses fonctions qu’à la fin des années 1440, après avoir séjourné à la cour de Savoie et, peut-être, à celle de Bourgogne. Il fait alors de Cambrai sa résidence permanente et un centre de rayonnement musical.
- 1437 : à la mort de Jeanne de Navarre, le compositeur John Dunstable travaille pour le duc de Gloucester.

- Vers 1440 : l'usage du « contrapposto » se répand.

## Personnages significatifs
- Johannes Ockeghem, compositeur flamand (ca. 1410-1497).
- Josquin des Prés, compositeur franco-flamand (ca. 1450-1521).